# Andrafiabe
Andrafiabe è una città e comune del Madagascar situata nel distretto di Antsiranana II, regione di Diana. 
La popolazione del comune rilevata nel censimento 2001 era pari a 2 080 unità.